# Jože Mehle
Jože Mehle, slovenski smučarski tekač, * 6. maj 1980. 
Mehle je aktivni tekač na smučeh, ki je sodeloval na zimskih olimpijskih igrah 2006. Tam je v dvojnem zasledovalnem teku na 30 km dosegel 56. mesto, v ekipnem teku z Nejcem Brodarjem 17. mesto, v teku na 15 km v klasični tehniki 60. mesto, 1,35 km dolgem šprintu 56. mesto in na 50 km prosto s skupinskim štartom 55. mesto. 